# فکیکه (روستا)
 فکیکه  به عربی ( الفَکیکةَ  )، روستایی است در دهستان المُقَبَنَة از توابع استان حضرموت در کشور یمن در شبه جزیره عربستان.

## جمعیت
جمعیت آن ( ۱۵۵ ) نفر ( ۹ خانوار) می‌باشد.